# Ácido ursodesoxicólico
O ácido ursodesoxicólico (UDCA), também conhecido como ursodiol, é um ácido biliar de ocorrência natural, usado para tratar várias doenças do fígado e dos dutos biliares. Isso inclui o tratamento da cirrose biliar primária e a prevenção ou a eliminação de cálculos biliares. É tomado por via oral.
Os efeitos colaterais comuns incluem diarreia e fezes claras. Outros efeitos colaterais podem incluir dor abdominal, vômitos e erupção cutânea. Após o uso em um número pequeno de gestações, parece ser relativamente seguro. O ácido ursodesoxicólico normalmente está presente nas pessoas em pequenas quantidades. Acredita-se que ele funcione, em parte, bloqueando a liberação e a absorção do colesterol.
O ácido ursodesoxicólico foi aprovado para uso médico nos Estados Unidos em 1987. Foi identificado claramente pela primeira vez na bílis de urso em 1927, embora tenha sido usado durante séculos na medicina tradicional chinesa. Está disponível como medicamento genérico. No Reino Unido, 100 comprimidos de 500 mg custavam ao NHS cerca de 50 libras esterlinas em 2021, enquanto essa mesma quantidade custava cerca de 180 dólares nos Estados Unidos.